# 角田明彦
角田 明彦（つのだ あきひこ、1971年11月19日 - ）は、日本の俳優。ワーサル所属。神奈川県出身。
21歳でJAC(ジャパンアクションクラブ/現：ジャパンアクションエンタープライズ）に入団。スタント全般をこなし、舞台・テレビ・映像作品で殺陣などを指導。次世代忍者忍者集団・靁凮刄では頭・角田才蔵として活躍。その他アクションコーディネーター・モデル・役者として活躍中。
「最多人数での同時バク転」ギネス世界記録保持者
「鳳梨神速斬り」ギネス暫定記録保持者

## 出演

### テレビ
2002年
- TBS　 木更津キャッツアイ　

2005年
- TBS　 美空ひばり誕生物語　

2007年
- 日本テレビ　 有閑倶楽部　
- フジテレビ　 ライアーゲーム　

2008年
- フジテレビ　 SP　
- TBS　 魔王　
- 日本テレビ　 ヤスコとケンジ
- TBS　 ROOKIES　

2012年
- フジテレビ ラッキーセブン　

2014年
- TBS　 S -最後の警官-

2015年
- NHKBSプレミアム　アイアングランマ

2016年
- 日本テレビ HiGH&LOW〜THE STORY OF S.W.O.R.D.〜 Season2（監督：山口雄大）

### 映画
2009年
- 新宿インシデント（監督：イー・トンシン）
- カムイ外伝（監督：崔洋一）
- ごくせん THE MOVIE（監督：佐藤東弥）
- BALLAD　名もなき恋のうた（監督：山崎貴）

2010年
- 猿ロック THE MOVIE（（監督：前田哲）

2011年
- GANTZ（監督：佐藤信介）

2012年
- 任侠ヘルパー（監督：西谷弘）

2014年
- TOKYO TRIBE（監督：園子温）

2015年
- リアル鬼ごっこ （監督：園子温）
- 虎影 (監督：西村喜廣)

2016年
- HiGH&LOW THE RED RAIN （監督：山口雄大）

2017年
- ブルーハーツが聴こえる　少年の詩 (監督：清水崇)
- RE:BORN  (2017年8月12日公開) - 角川明彦役

### アクションコーディネーター
2014年
- 魔女の宅急便（監督：清水崇）
- TOKYO TRIBE（監督：園子温）
- TBS　家族狩り

2015年
- NHKBSプレミアム　アイアングランマ
- 少年の詩 （監督：清水崇）
- 虎影 (監督：西村喜廣)

### 舞台
2010年
- 「ジャンヌ・ダルク」

2012年
- 「十三人の刺客」

2013年
- 「二都物語」

2014年
- 「9daysQueen～九日間の女王～」